# Jacob August Franckenstein
Jacob August Franckenstein, auch J. A. Frankenstein (* 27. Dezember 1689 in Leipzig; † 10. Mai 1733 ebenda) war ein deutscher Rechtswissenschaftler und Hauptredakteur der ersten beiden Bände von Zedlers Grossem vollständigen Universal-Lexicon Aller Wissenschafften und Künste.

## Leben
Als Sohn des Juristen und Historikers Christian Gottfried Franckenstein erwarb Jacob August 1713 in Leipzig den Magistergrad der Philosophie sowie vier Jahre später den Doktortitel in Jura. Von 1721 bis 1732 war er Professor für Natur- und Völkerrecht an der Universität von Leipzig.
Im Jahr 1731 wurde ihm von Johann Heinrich Zedler die Leitung der Redaktion des Universallexikons angetragen. Unter seiner Führung erschienen die ersten beiden Bände, doch nach zwei Jahren kam es zum Zerwürfnis zwischen den beiden und Franckenstein schied aus der Redaktion aus. Er starb zwei Monate später.
Sein Nachfolger wurde Paul Daniel Longolius.

## Veröffentlichungen (Auswahl)
- 1723: Jakob August Frankenstein: Portugiesisches Theatrum bey Johann Michael Teubner/Königl. Preußis. Privilegirten Buchhändler / Halberstadt 1723.[1]
- 1724: Jacob August Franckenstein: Schweitzerisches Theatrum. bey Johann Michael Teubner(n), Halberstadt 1724 (Online)
- 1725: Jacob August Franckenstein: Englisches Theatrum (Online)